# 方丈記
『方丈記』（現代語表記：ほうじょうき、歴史的仮名遣：はうぢやうき）は、賀茂県主氏出身の鴨長明による鎌倉時代の随筆。日本中世文学の代表的な随筆とされ、『徒然草』兼好法師、『枕草子』清少納言とならぶ「古典日本三大随筆」に数えられる。

## 概要

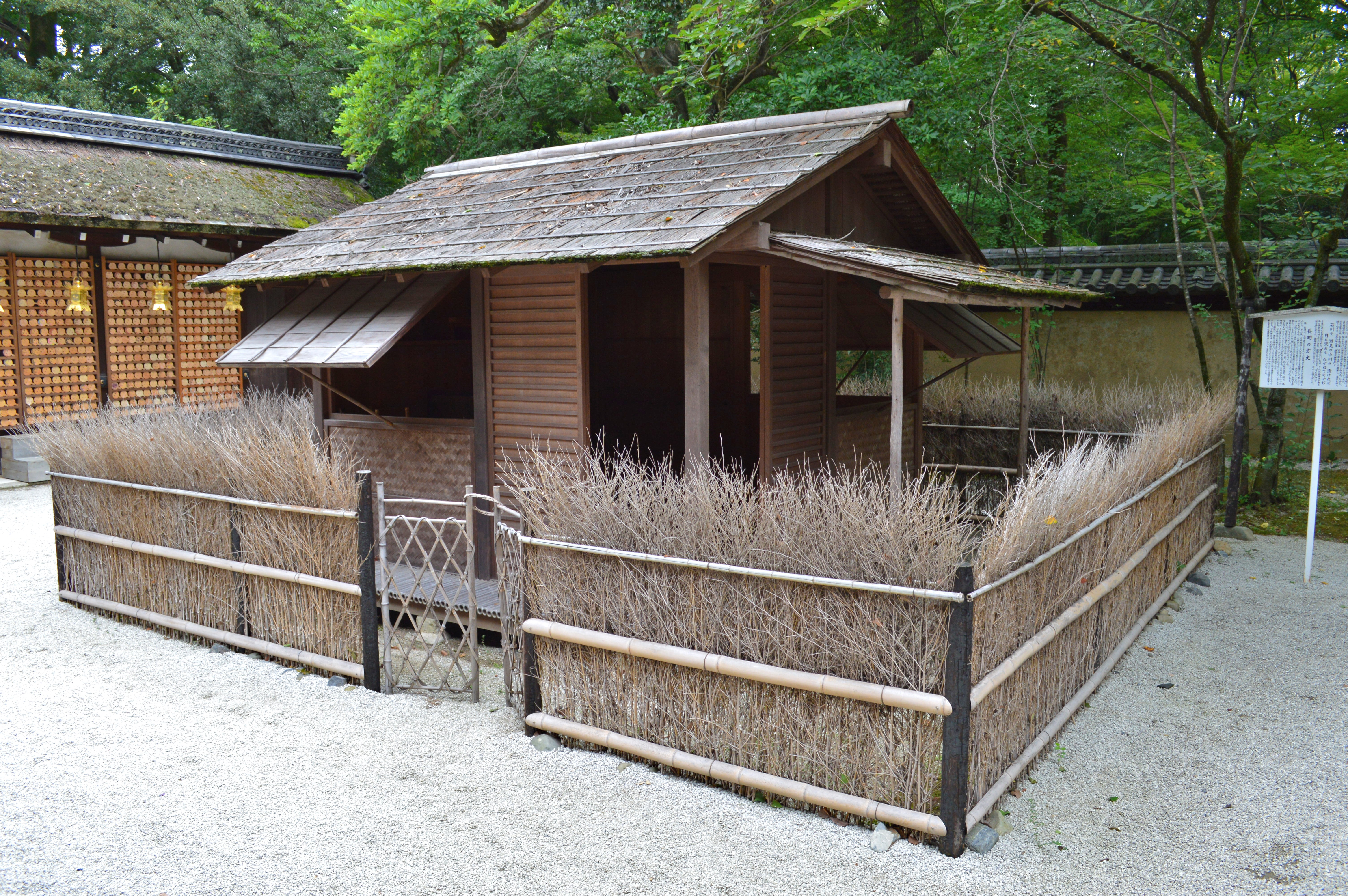
方丈庵（復元）
下鴨神社（京都市左京区）境内の河合神社に展示。

晩年に長明は、京の郊外・日野（日野岳とも表記、現在の京都府京都市伏見区）に一丈四方（方丈）の小庵をむすび隠棲した。庵に住みつつ当時の世間を観察し書き記した記録であることから、自ら「方丈記」と名づけた。
末尾に「于時建暦ノフタトセ、ヤヨヒノツコモリコロ、桑門ノ蓮胤、トヤマノイホリニシテ、コレヲシルス」（大福光寺本）とあることから、1212年（建暦2年）3月末日に記されたとされる。現存する最古の写本は、大福光寺（京都府京丹波町）が所蔵する大福光寺本である。これを自筆本とする見解、誤字・脱字や諸本との関係より自筆ではないとする見解 が分かれている。
漢字と仮名の混ざった和漢混淆文で記述された最初の優れた文芸作品であり、詠嘆表現や対句表現を多用し、漢文の語法、歌語、仏教用語を織り交ぜる。慶滋保胤『池亭記』を手本としていることが指摘されており、かつてはこれを根拠の一として偽書説も唱えられていた。隠棲文学の祖や、無常観の文学とも言われ、乱世をいかに生きるかという自伝的な人生論ともされる。「ゆく河の流れは絶えずして、しかももとの水にあらず。よどみに浮かぶうたかたは、かつ消えかつ結びて、久しくとどまりたるためしなし」の書き出しで移り行くもののはかなさを語った後、同時代の災厄についての記述が続き、後半は草庵での生活が語られる。さらに末尾では自身の草庵の生活に愛着を抱くことさえも悟りへの妨げとして否定的な見解を述べている。
書きだしは以下のとおりである。

## 諸本

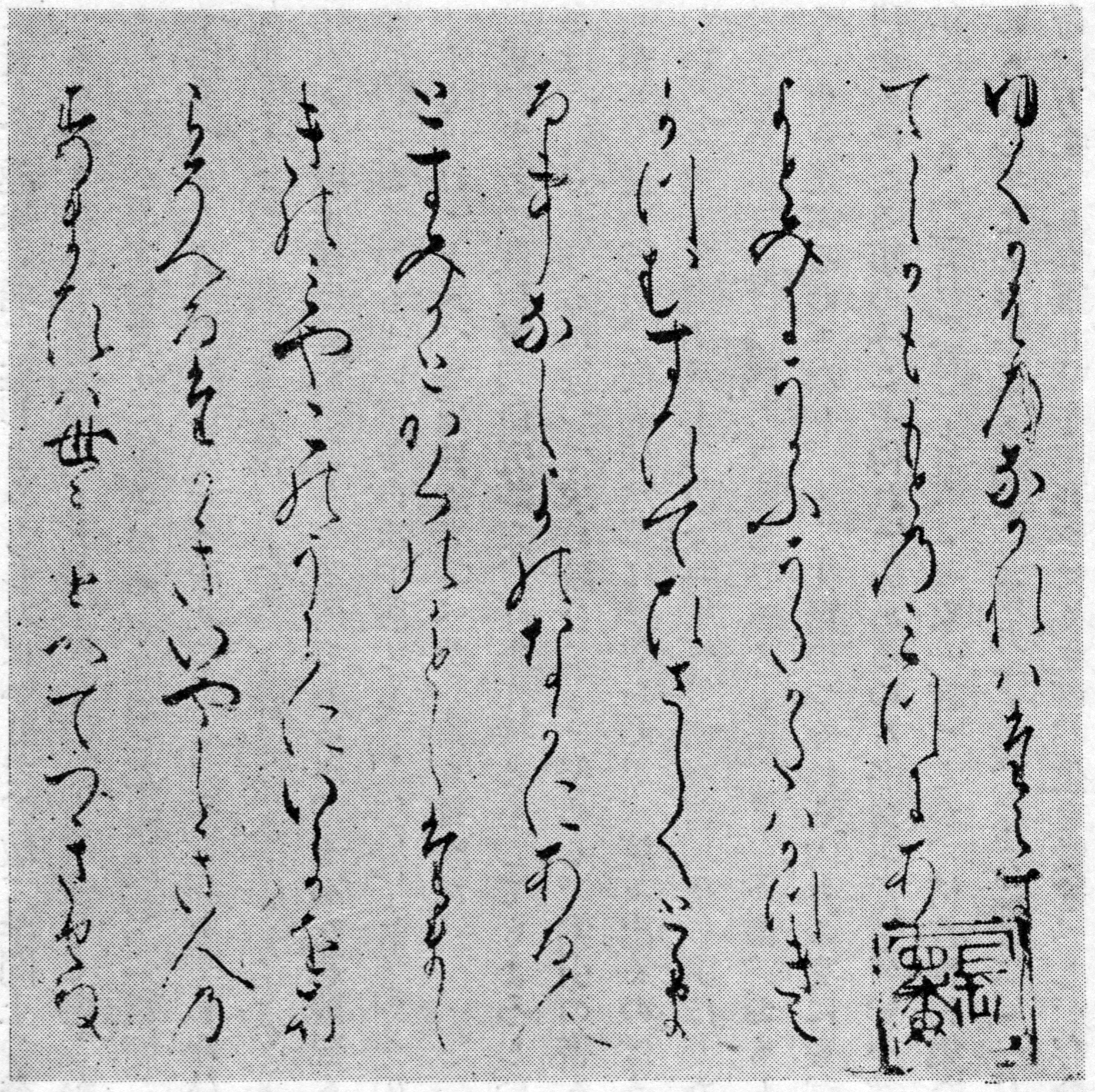
前田家本（鎌倉末期 - 室町初期写、伝 冷泉為相筆）

広本と略本があり、広本は更に古本系と流布本系に分けられている。
- 広本
  - 古本系 : 大福光寺本、前田家本 など
  - 流布本系 : 一条兼良本、嵯峨本 など
- 略本 : 長享本、延徳本、真名本 など

各本の関係を、長明自身による推敲の各段階を表すとする見解と、後代の書写、改作による変化とする見解がある。
現代の研究において底本とされることの多い大福光寺本は古本系に属し、漢字と片仮名による仮名交じり文である。これに対して、流布本系は平仮名交じりの仮名交じり文で書かれ、古本系との本文の異同も少なからず存在する。
略本は長明の体験した災厄に関する記述がなく、その他の部分にも異同が大きい。中でも真名本は漢字のみで書かれている。

## 天災・飢饉に関する記述
『方丈記』の中で長明は、安元3年（1177年）の都の火災、治承4年（1180年）に同じく都で発生した竜巻およびその直後の福原京遷都、養和年間（1181年～1182年）の飢饉、さらに元暦2年（1185年）に都を襲った大地震（文治地震）など、自らが経験した天変地異に関する記述を書き連ねており、歴史資料としても利用されている。

### 安元の大火
安元3年4月28日（1177年5月27日）午後8時頃、都の東南（現在のJR京都駅付近か）で、舞人の宿屋の火の不始末が原因で出火した。火はまたたく間に都の西北に向かって燃え広がり、朱雀門・大極殿・大学寮・民部省などが一夜のうちに灰燼に帰した。公卿の邸宅だけでも16軒、一般家屋に至っては都の3分の1が焼失した。死者は数十人（『平家物語』の記述では数百人）であった。

### 治承の竜巻
治承4年（1180年）4月、中御門大路と東京極大路の交差点付近（現在の京都市上京区松蔭町、京都市歴史資料館の辺りか）で大きな竜巻（長明は「辻風」と記述）が発生した。風は周囲にあるものをあっという間に飲み込み、家財道具や檜皮、葺板などが、あたかも冬の木の葉のように宙を舞った。風の通ったあとには、ぺしゃんこに潰れたり、桁や柱だけになった家が残された。竜巻は市街地を南南西に向かって走り抜け、現在の東本願寺の手前辺りで消滅したものと思われる。

### 福原遷都
治承4年(1180年)6月に、にわかに福原（現在の神戸市兵庫区平野の辺り）に遷都が行われ、大臣も公卿もみな移った。平安京の建物は次々に解体されて筏として淀川を流し下して新都に運ばれた。新都福原の地は条里を割れないほど狭隘の地であり、建設はなかなか進まない。新都での風俗は、武家の田舎びたものにとって変わり、古京はすでに荒れて新都はいまだ成らずである。結局その冬には、平安京に還都となった。

### 養和の飢饉
養和年間（1181-82年）2年間にわたって飢饉（養和の飢饉）があり、多くの死者が出た。旱魃、大風、洪水が続いて作物が実らず、朝廷は様々な加持祈祷を試みたが甲斐なく、諸物価は高騰し、さらに翌年には疫病が人々を襲った。仁和寺の隆暁法印が無数の餓死者が出たことを悲しみ、行き交うごとに死者の額に「阿」の字を書いて結縁し、その数を数えたところ、養和2年4月・5月の左京だけで、42,300人余に達したという。なお、この飢饉は福原遷都や、源頼朝・源義仲をはじめとする各地での武力蜂起とその追討の影響によって拡大した面があるが、方丈記にはその点は触れられていない。

### 元暦の地震
元暦2年7月9日（1185年8月6日）、大きな地震が都を襲った（文治京都地震、日本の地震年表参照）。山は崩れ海は傾き、土は裂けて岩は谷底に転げ落ちた。余震は3か月にもわたって続いたという。
方丈記の該当箇所には「また、同じころかとよ、おびたゝしく大地震ふること侍りき。そのさまよのつねならず。山はくづれて河を埋み、海は傾きて陸をひたせり。土裂けて水湧き出で、巌割れて谷にまろび入る。なぎさ漕ぐ船は波にたゞよひ、道行く馬はあしの立ちどをまどはす。」とする記述があり、ここで云う「海」とは『平家物語』などで「湖」や「水海」と表現されている琵琶湖ではなく、この地震が内陸地震にとどまらず、津波を伴っていた可能性が指摘されるとする説がある（南海トラフ巨大地震説）。

## 出版書籍
- 市古貞次校注 『新訂 方丈記』岩波文庫+ワイド版
- 安良岡康作全訳注 『方丈記』講談社学術文庫 - 以下は現代語訳収録
- 浅見和彦校訂・訳 『方丈記』ちくま学芸文庫
- 武田友宏編・訳 『方丈記』角川ソフィア文庫。入門書（ビギナーズ・クラシックス）
- 簗瀬一雄訳注『方丈記　現代語訳付き』角川ソフィア文庫 - 旧版は角川文庫、詳細な注解・改版
- 佐藤春夫 『現代語訳　方丈記』岩波現代文庫（新版）
- 蜂飼耳訳 『方丈記』光文社古典新訳文庫
- 三木卓『私の方丈記　現代語訳付』河出文庫
- 『スペイン語で奏でる方丈記 (Hojoki - Canto a la vida desde una choza)』伊藤昌輝訳、ヨランダ・デル・ノガル監修、大盛堂書房、2015年（日西対訳版、スペイン語音声CD付）。ISBN 978-4-88463-117-8

## 関連作品
漫画
- 信吉『漫画方丈記 日本最古の災害文学』文響社、2021年、ISBN 978-4-8665-1407-9